# Mariusz Zasada
Mariusz Zasada, né le 8 septembre 1982 à Łódź, est un footballeur polonais. Il est milieu de terrain au Górnik Łęczna, où il est prêté par le Polonia Varsovie.

## Carrière
- 2003 :  ŁKS Łódź
- 2004-2005 :  Tur Turek
- 2006-2008 :  Dyskobolia
- 2008-2010 :  Polonia Varsovie
- 2010-2011 :  Górnik Łęczna (prêt)

## Palmarès
- Coupe de Pologne : 2007
- Coupe de la Ligue : 2007 et 2008